# Bahnhof Hochspeyer
Der Bahnhof Hochspeyer – zeitweise offiziell Neuhochspeyer beziehungsweise Neu-Hochspeyer – ist der Bahnhof der rheinland-pfälzischen Ortsgemeinde Hochspeyer. Er verfügt über vier Bahnsteiggleise. Der Bahnhof liegt im Verbundgebiet des Verkehrsverbundes Rhein-Neckar (VRN) und gehört zur Tarifzone 100. Seine Anschrift lautet Bahnhofstraße 1.
Er liegt an der Bahnstrecke Mannheim–Saarbrücken, die im Wesentlichen aus der Pfälzischen Ludwigsbahn Ludwigshafen–Bexbach hervorging. Eröffnet wurde der Trennungsbahnhof am 29. Oktober 1870, als die abzweigende Alsenztalbahn bis Winnweiler führte; ein halbes Jahr später wurde diese nach Bad Münster durchgebunden. Seine Bedeutung für diese Strecke sank jedoch mit der wenige Jahre später eröffneten Bahnstrecke Kaiserslautern–Enkenbach. Seit Dezember 2003 ist er Halt der Linien S1 und S2 der S-Bahn RheinNeckar.

## Lage

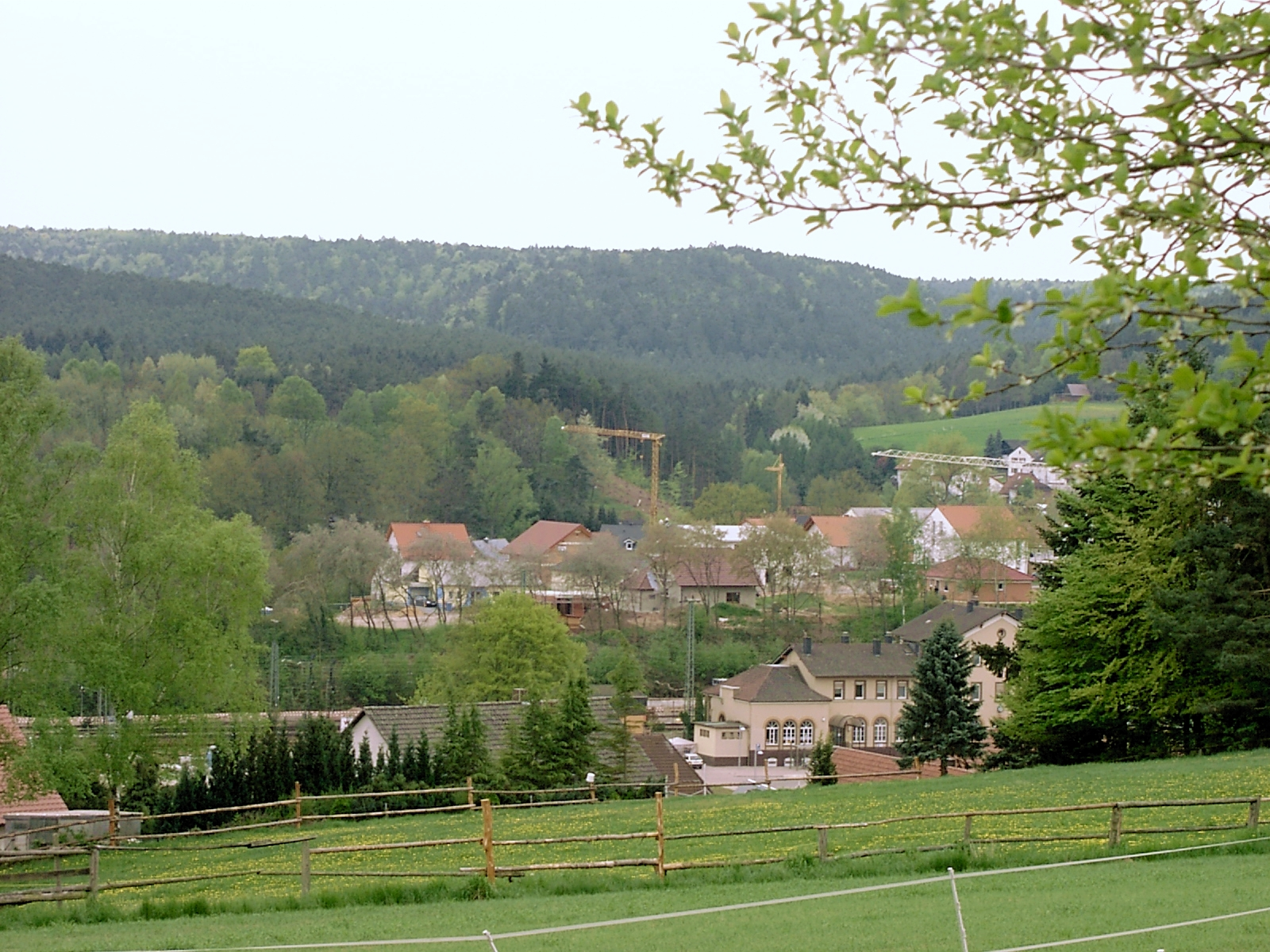
Bahnhof Hochspeyer (rechts im Bild) aus nordöstlicher Richtung

Der Bahnhof befindet sich am östlichen Ortsrand von Hochspeyer. Nördlich von ihm verlaufen annähernd parallel der Hochspeyerbach und die Bundesstraße 48. Von letzterer zweigt die örtliche Bahnhofstraße ab, die bereits wenig später am Bahnhof endet. Die Bahnstrecke Mannheim–Saarbrücken verläuft mitten durch den Ort in Ost-West-Richtung. Die Alsenztalbahn zweigt in die nordöstliche Richtung ab, um bis Enkenbach eingleisig zu verlaufen. Der Bahnhof selbst befindet sich bei Streckenkilometer 54.236. Der Nullpunkt der Kilometrierung befindet sich zwischen Bexbach und Neunkirchen an der ehemaligen bayerisch-preußischen Landesgrenze.

## Geschichte

### Entstehung und Folgezeit
Obwohl eine Streckenführung der Pfälzischen Ludwigsbahn über Kaiserslautern und somit ebenso über Hochspeyer bereits während ihrer Planungszeit frühzeitig feststand, war für Hochspeyer zunächst kein Bahnhof vorgesehen. Der damalige Ortsbürgermeister Wilhelm Ritter überzeugte die Pfälzische Ludwigsbahn-Gesellschaft eines Besseren, sodass schließlich ein Bahnhof am westlichen Ortsrand entstand. Um 1860 gab es erste Bestrebungen, entlang der Alsenz eine Bahnstrecke zu errichten. Diese sollte in Kombination mit der Maximiliansbahn und dem Ludwigsbahn-Abschnitt unmittelbar westlich von Neustadt als Transitstrecke in Nord-Süd-Richtung dienen. Die Ingenieure verwarfen dabei Pläne, die Bahnlinie über Otterberg verlaufen zu lassen und plädierten für eine Trasse über Enkenbach, die östlich von Hochspeyer in die Ludwigsbahn Richtung Neustadt einfädeln sollte. Um die Interessen der Stadt Kaiserslautern nicht außer Acht zu lassen, wurde südlich von Fischbach eine Verbindungskurve nach Hochspeyer erstellt, um entsprechende Zugläufe zu ermöglichen. Eigens dafür erhielt Hochspeyer einen neuen Bahnhof im Osten seines Siedlungsgebietes. Der Abschnitt Hochspeyer–Winnweiler wurde am 29. Oktober 1870 freigegeben, am 16. Mai des Folgejahres war sie bis Münster am Stein vollendet.
Der seit 1848 existierende Bahnhof fungierte fortan ausschließlich als Güterbahnhof und erhielt den neuen Namen Alt-Hochspeyer. Der neu entstandene Abzweigbahnhof hieß bahnamtlich entsprechend zeitweise Neuhochspeyer beziehungsweise Neu-Hochspeyer. Da dies jedoch für Verwirrung sorgte, wurde er dauerhaft in Hochspeyer abgeändert. Die Anbindung an die Alsenztalbahn über Hochspeyer empfand vor allem die Stadt Kaiserslautern als Umweg. Auf ihre Initiative wurde deshalb die Bahnstrecke Kaiserslautern–Enkenbach errichtet, wodurch der Bahnhof als Abzweigstation an Bedeutung verlor.
Anfang des 20. Jahrhunderts befand sich der Bahnhof unter der Verwaltung der Betriebs- und Bauinspektion Kaiserslautern I. Jahrzehntelang war der Bahnhof zudem Standort einer Bahnmeisterei, die entlang der Ost-West-Magistrale bis kurz vor Frankenstein zuständig war und unter anderem den Heiligenberg- sowie den Franzosenwoog-Tunnel miteinbezog. Entlang der Alsenzstrecke befand sich ihr Bereich bis kurz vor Enkenbach.

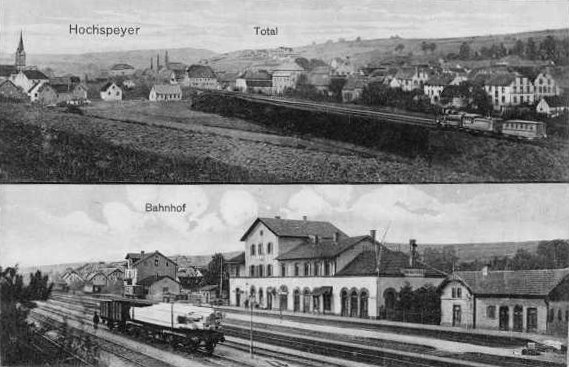
Bahnhof Hochspeyer (unten) im Jahr 1921

1922 erfolgte die Eingliederung des Bahnhofs in die neu gegründete Reichsbahndirektion Ludwigshafen. Im Zuge von deren Auflösung wechselte er zum 1. April 1937 in den Zuständigkeitsbereich der Direktion Mainz. Innerhalb dieser war das Betriebsamt (RBA) Neustadt zuständig.

### Nachkriegszeit
Da die aus der Ludwigsbahn hervorgegangene Bahnstrecke Mannheim–Saarbrücken schon immer für den Fernverkehr eine große Bedeutung besaß, wurde sie ab 1960 schrittweise elektrifiziert. Am 8. März 1960 konnte so auf dem Abschnitt Saarbrücken–Homburg elektrisch gefahren werden. Der Abschnitt Homburg–Kaiserslautern folgte am 18. Mai 1961, und ab dem 12. März 1964 war die Strecke auf gesamter Länge – einschließlich des Hochspeyerer Bahnhofs – elektrisch befahrbar. Die Elektrifizierung des restlichen Abschnitts hatte sich vor allem aufgrund der zahlreichen Tunnel zwischen Kaiserslautern und Neustadt, die dafür aufgeweitet werden mussten, verzögert. Die Hochspeyerer Bahnmeisterei war zu diesem Zeitpunkt bereits in diejenige von Kaiserslautern eingegliedert worden. Im Zuge der schrittweisen Auflösung der Mainzer Direktion war ab 1. August 1971 ihr Pendant in Saarbrücken für den Bahnhof zuständig. Am 20. Dezember 1985 hielt außerdem ein Prototyp des ICE 1 im Bahnhof. Am 28. Juni 1988 kam es zu einem Eisenbahnunfall im nahegelegenen Heiligenberg-Tunnel, als ein Schnellzug mit einem entgegenkommenden Güterzug kollidierte. Die demolierten Lokomotiven beider Züge und ein ebenfalls in Mitleidenschaft gezogener UIC-X-Wagen befanden sich daraufhin einige Zeit auf einem Abstellgleis in Hochspeyer. Einige Monate später wurden die Lokomotiven vor Ort demontiert.
Seit 1996 liegt der Bahnhof im Verkehrsverbund Rhein-Neckar (VRN). Von 2000 bis 2006 gehörte er zusätzlich dem Westpfalz-Verkehrsverbund (WVV) an. Im Zuge der Integration der Bahnstrecke Mannheim–Saarbrücken bis Kaiserslautern in das Netz der S-Bahn Rhein-Neckar folgte der behindertengerechte Ausbau der Bahnsteige. Die Eröffnung der S-Bahn fand am 14. Dezember 2003 statt, in deren System der Bahnhof seither integriert ist. Vom 2. bis 13. August 2013 ließ die Deutsche Bahn – hauptsächlich in der Nacht und am Wochenende – im Bahnhof die Weichen erneuern.

## Bauwerke

### Empfangsgebäude, Nebengebäude und Stellwerke

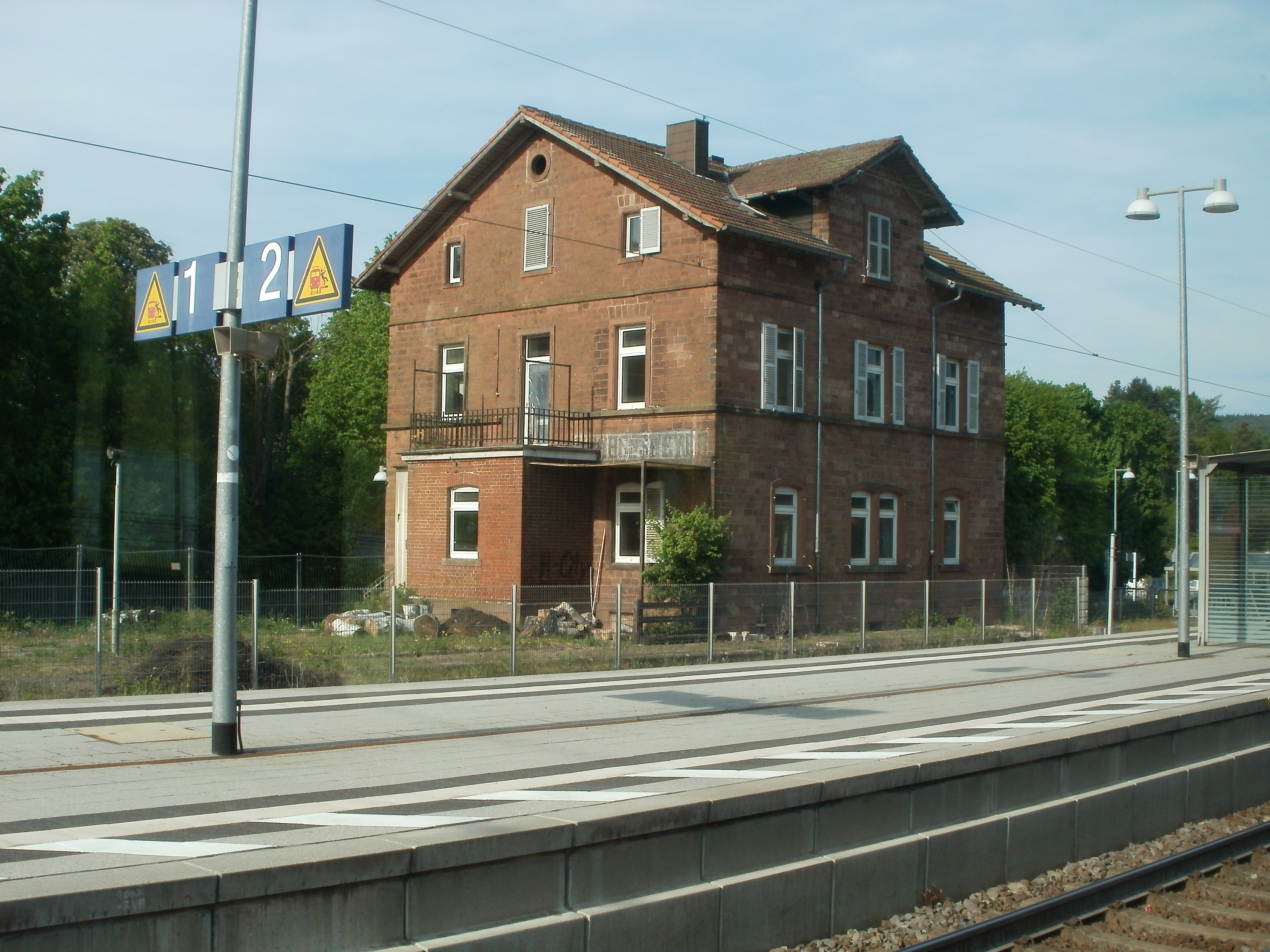
Ehemaliges Nebengebäude im westlichen Bahnhofsbereich

Das Empfangsgebäude wurde wie sämtliche andere Bahnhofsgebäude, die in der Pfalz um 1870 entstanden, im Stil des Spätklassizismus errichtet. So ähnelt es denjenigen von Albersweiler und Langmeil. Es fiel vergleichsweise groß aus und ist inzwischen funktionslos geworden. Etwas westlich von ihm befindet sich ein ehemaliges Nebengebäude aus Sandstein. Nach dem Zweiten Weltkrieg wurden mehrere Stellwerke aufgegeben. Dasjenige an der Überführung der Bundesstraße 48 wurde zwischenzeitlich renoviert und zu einer Gaststätte umfunktioniert. Dieses wurde zu Zeiten der Deutschen Reichsbahn errichtet und besteht aus Natursandstein. Das Dach entstand aus Naturschiefer.
Seit den 1970er Jahren besitzt der Bahnhof Lichtsignale sowie ein Spurplandrucktastenstellwerk von Lorenz (Alcatel SEL), Bauart 60 und blieb im Gegensatz zu vielen anderen Betriebsstellen örtlich besetzt. Es wurde Ende April 2007 außer Betrieb genommen; damit einhergehend entfiel der örtliche Fahrdienstleiter, sodass der Bahnhof mittlerweile ferngesteuert wird. Seither befindet sich der Bahnhof im Zuständigkeitsbereich des elektronischen Stellwerks (ESTW) Neustadt, das wiederum der Betriebszentrale Karlsruhe untersteht.

### Anlagen

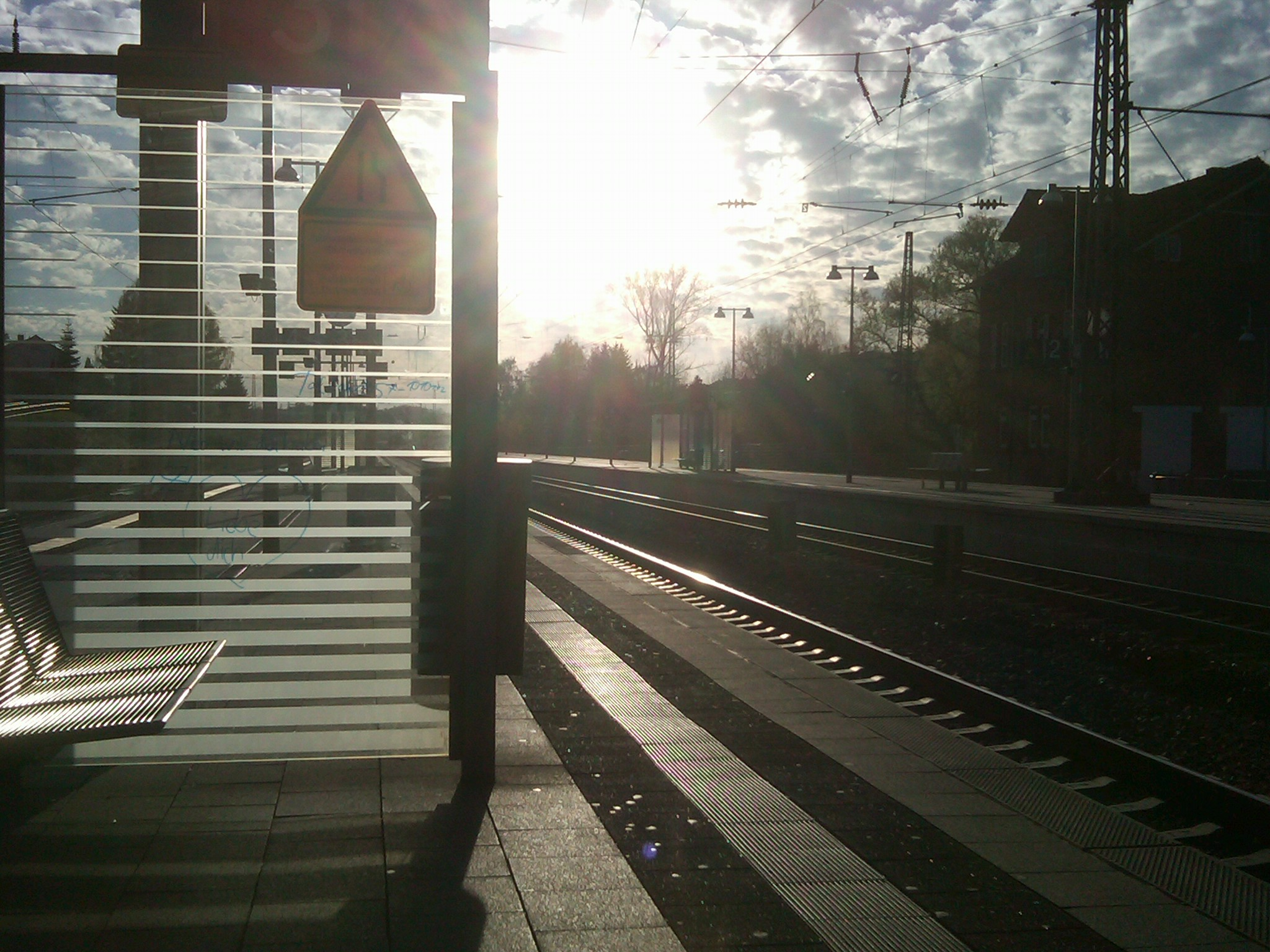
Blick auf die Gleise 2 und 3

Im südlichen Bereich besaß der Bahnhof bis in die 1990er Jahre mehrere Güter- und Abstellgleise. Darüber hinaus existierte früher zusätzlich ein Hausbahnsteig samt zugehörigem Gleis, beides verschwand jedoch einhergehend mit der Aufgabe des Empfangsgebäudes für den Bahnbetrieb. Aktuell verfügt der Bahnhof über vier Gleise. Die Gleise 2 und 3 dienen dabei als Durchgangsgleise. Die Bahnsteige wurden im Zuge der Integration des Bahnhofs in das Netz der S-Bahn Rhein-Neckar modernisiert und auf eine Höhe von 76 cm gebracht. An den Gleisen 3 und 4 gibt es außerdem noch ein Teilstück mit 38 cm Einstiegshöhe. An Gleis 1 ist eine Zufahrt und Aufgleisfläche für ein Zweiwegefahrzeug der örtlichen Feuerwehr, um im nahen Heiligenberg-Tunnel Hilfe leisten zu können.
Darüber hinaus existiert rund einen Kilometer weiter östlich der Bahnhofsteil Hochspeyer Ost – Abkürzung SHY-O –, von dem eine Verbindungskurve aus Richtung Neustadt zur Alsenztalbahn abzweigt. Letztere diente früher Fernzügen der Relation Bingerbrück–Neustadt und wird inzwischen selten befahren. An der Alsenzstrecke existiert zudem der Bahnhofsteil Hochspeyer-Nord (SHY-N), der sich bereits auf Gemarkung der Ortsgemeinde Fischbach befindet und an dem die Verbindungskurve auf diejenige aus Richtung Kaiserslautern trifft.
| Gleis | Nutzbare Länge | Bahnsteighöhe | Aktuelle Nutzung                              |
| ----- | -------------- | ------------- | --------------------------------------------- |
| 1     | 220 m          | 76 cm         | Züge in Richtung Kaiserslautern und Enkenbach |
| 2     | 205 m          | 76 cm         | Züge in Richtung Kaiserslautern und Enkenbach |
| 3     | 220/38 m       | 76/38 cm      | Züge in Richtung Neustadt und Enkenbach       |
| 4     | 220/38 m       | 76/38 cm      | wird selten befahren (Ausweichgleis)          |

## Verkehr

### Personenverkehr
1871 dauerte für Personenzüge die Fahrzeit vom Bahnhof Hochspeyer nach Kaiserslautern zwischen 17 und 19 Minuten, nach Neustadt benötigten sie mindestens eine dreiviertel Stunde. Die Nahverkehrszüge fuhren im Jahr 1884 primär in der Relation Neunkirchen–Worms. Zusätzlich existierten Züge, die ausschließlich Teilabschnitte wie Neustadt–Kaiserslautern und Kaiserslautern–Worms. Manche von ihnen hielten nicht an allen Unterwegsbahnhöfen, ebenso wurde Hochspeyer nicht von allen Nahverkehrszügen angefahren. Die Züge auf der Alsenztalbahn fuhren im Sommer 1914 in der Relation Bad Münster–Neustadt und machten im Bahnhof Hochspeyer Kopf. 1944 fuhren nicht alle Züge aus dem Alsenztal bis nach Hochspeyer; manche fuhren stattdessen ab Enkenbach über die Verbindungsstrecke nach Kaiserslautern. Ebenso existierten vereinzelt Züge der Relation Hochspeyer–Langmeil. Entlang der Bahnstrecke Mannheim–Saarbrücken befuhren die meisten Nahverkehrszüge während dieser Zeit ausschließlich Teilabschnitte. In die westliche Richtung gelangten sie in der Regel maximal bis nach Homburg.
Der Bahnhof wird jeweils im Stundentakt von S-Bahnen der Linien S1 (Homburg–Osterburken) und S2 (Kaiserslautern–Mosbach) bedient, wodurch sich ein Halbstundentakt zwischen Kaiserslautern und Mosbach ergibt. Einige Züge der Alsenztalbahn (RB 65, RE 15 und RE 17 Richtung Kaiserslautern (ein Zug werktags außer Samstag)) verkehren nicht direkt von Kaiserslautern nach Enkenbach über die Bahnstrecke Kaiserslautern–Enkenbach, sondern nehmen einen Umweg und halten auch in Hochspeyer. Des Weiteren halten einzelne Regional-Express- und Regionalbahnzüge von Karlsruhe/Neustadt nach Kaiserslautern in den werktäglichen Hauptverkehrszeiten in Hochspeyer. Seit 2005 verkehren an Sonn- und Feiertagen von Mai bis Oktober Ausflugszüge von Hochspeyer über die Zellertalbahn bis nach Monsheim. Der Ausflugsverkehr wurde 2018 kurzfristig ausgesetzt, die Wiederaufnahme der Fahrten war für 2020 geplant, aber nicht durchgeführt.
| Zuggattung               | Streckenverlauf | Taktfrequenz               |
| ------------------------ | --- | -------------------------- |
| S 1                      | Homburg (Saar) Hbf – Bruchmühlbach-Miesau – Hauptstuhl – Landstuhl – Kindsbach – Einsiedlerhof – Vogelweh – Kennelgarten – Kaiserslautern Hbf – Hochspeyer – Frankenstein (Pfalz) – Weidenthal – Neidenfels – Lambrecht (Pfalz) – Neustadt (Weinstr) Hbf – Neustadt (Weinstr)-Böbig – Haßloch (Pfalz) – Böhl-Iggelheim – Schifferstadt – Limburgerhof – (Ludwigshafen-Rheingönheim – Ludwigshafen-Mundenheim –) (einzelne Züge) Ludwigshafen (Rhein) Hbf – Ludwigshafen (Rhein) Mitte – Mannheim Hbf – Mannheim ARENA/Maimarkt – Mannheim-Seckenheim – Mannheim-Friedrichsfeld Süd – Heidelberg-Pfaffengrund/Wieblingen – Heidelberg Hbf – Heidelberg-Weststadt/Südstadt – Heidelberg-Altstadt – Heidelberg-Schlierbach/Ziegelhausen – Heidelberg Orthopädie – Neckargemünd – Neckargemünd Altstadt – Neckarsteinach – Neckarhausen (b Neckarsteinach) – Hirschhorn (Neckar) – Eberbach – Lindach – Zwingenberg (Baden) – Neckargerach – Binau – Mosbach‐Neckarelz – Mosbach West – Mosbach (Baden) – Neckarburken – Dallau – Auerbach (b Mosbach) – Oberschefflenz – Eicholzheim – Seckach – Zimmern bei Seckach – Adelsheim Nord – Osterburken Stand: Fahrplanwechsel Dezember 2021 | 60 min                     |
| S 2                      | Kaiserslautern Hbf – Hochspeyer – Frankenstein (Pfalz) – Weidenthal – Neidenfels – Lambrecht (Pfalz) – Neustadt (Weinstr) Hbf – Neustadt (Weinstr)-Böbig – Haßloch (Pfalz) – Böhl-Iggelheim – Schifferstadt – Limburgerhof – Ludwigshafen-Rheingönheim – Ludwigshafen-Mundenheim – Ludwigshafen (Rhein) Hbf – Ludwigshafen (Rhein) Mitte – Mannheim Hbf – Mannheim ARENA/Maimarkt – Mannheim-Seckenheim – Mannheim-Friedrichsfeld Süd – Heidelberg-Pfaffengrund/Wieblingen – Heidelberg Hbf – Heidelberg-Weststadt/Südstadt – Heidelberg-Altstadt – Heidelberg-Schlierbach/Ziegelhausen – Heidelberg Orthopädie – Neckargemünd – Neckargemünd Altstadt – Neckarsteinach – Neckarhausen (b Neckarsteinach) – Hirschhorn (Neckar) – Eberbach – Lindach – Zwingenberg (Baden) – Neckargerach – Binau – Mosbach‐Neckarelz – Mosbach West – Mosbach (Baden) Stand: Fahrplanwechsel Dezember 2021 | 60 min                     |
| S 44                     | Homburg (Saar) Hbf – Bruchmühlbach-Miesau – Hauptstuhl – Landstuhl – Kindsbach – Einsiedlerhof – Vogelweh – Kennelgarten – Kaiserslautern Hbf – Hochspeyer – Frankenstein (Pfalz) – Weidenthal – Neidenfels – Lambrecht (Pfalz) – Neustadt (Weinstr) Hbf – Neustadt (Weinstr)-Böbig – Haßloch (Pfalz) – Böhl-Iggelheim) – Schifferstadt – Limburgerhof – Ludwigshafen-Rheingönheim – Ludwigshafen-Mundenheim – Ludwigshafen (Rhein) Hbf – Ludwigshafen (Rhein) BASF Süd – Ludwigshafen (Rhein) BASF Mitte – Ludwigshafen (Rhein) BASF Nord Stand: Fahrplanwechsel Dezember 2021 | einzelne Züge (wochentags) |
| RB 65                    | Kaiserslautern – (Hochspeyer –) Enkenbach – Bad Münster a Stein – Bad Kreuznach – Bingen (Rhein) | einzelne Züge              |
| RE 1                     | Koblenz – Saarbrücken – Kaiserslautern – (Hochspeyer –) Neustadt (Weinstr) – Mannheim | einzelne Züge              |
| RE 6                     | Karlsruhe – Wörth (Rhein) – Winden (Pfalz) – Landau (Pfalz) – Neustadt (Weinstr) – Lambrecht (Pfalz) – Hochspeyer – Kaiserslautern | einzelne Züge              |
| Stand: 10. Dezember 2023 | |                            |

### Güterverkehr
1871 hielten die normalen Güterzüge entlang der Ludwigsbahn zwischen drei und fünf Minuten vor Ort. Diese fuhren in den Relationen Kaiserslautern–Mainz, Homburg–Frankenthal, Ludwigshafen–Neunkirchen und Worms–Homburg. Hinzu kam außerdem ein Steinzug der Relation Kaiserslautern–Ludwigshafen. Dieser sowie die Kohlenzüge hielten sich im Bahnhof zwischen zwei und drei Minuten auf. Entlang der Alsenztalbahn fuhr ein Güterzugpaar der Relation Kaiserslautern–Münster. Hinzu kam ein so genanntes „Supplement-Güterzugpaar“, das zwischen Kaiserslautern und Münster lediglich die Bahnhöfe Enkenbach, Winnweiler, Rockenhausen, Alsenz und Ebernburg bediente. Der Aufenthalt im Bahnhof in Fahrtrichtung Norden betrug zehn Minuten, derjenige in der Gegenrichtung 15. Anfang des 20. Jahrhunderts befuhren Güterzüge der Relationen Ludwigshafen–Kaiserslautern, Kaiserslautern–Bingerbrück und Marnheim–Neustadt–Kaiserslautern den Bahnhof. In den 1970er Jahren wurde Hochspeyer von Nahgüterzügen der Relation Einsiedlerhof–Enkenbach–Grünstadt bedient. Inzwischen ist der Güterverkehr jedoch zum Erliegen gekommen.

### Individual- und Busverkehr
Der Bahnhof verfügt über Parkplätze, Fahrrad-Stellplätze und Busanschluss. Im nördlichen Bahnhofsbereich befindet sich eine Bushaltestelle. An ihr halten zwei Buslinien, von denen eine nach Kaiserslautern und eine nach Enkenbach sowie Otterberg führt. Darüber hinaus verkehrt vom Bahnhof aus ein Wanderbus zu Ausflugszielen im Einzugsgebiet von Hochspeyer, der als „Fuchsbus“ vermarktet wird. Zudem ist der Bahnhof Ausgangspunkt der Tour 4 des Mountainbikeparks Pfälzerwald. Der Fernwanderweg Nahegau-Wasgau-Vogesen, der mit einem weißen Kreuz markiert ist, führt ebenfalls am Bahnhof vorbei und bildet in diesem Bereich zugleich die alternative Südroute des Europäischen Fernwanderweges E8.

## Trivia
Am 25. Mai 2015 ereignete sich im Bahnhof ein bemerkenswerter Vorfall. Einem am Bahnsteig wartenden Fahrgast fiel das Mobiltelefon ins Gleisbett, während ein Güterzug herannahte. Im Glauben, sein Mobiltelefon rechtzeitig vor Eintreffen des Zuges zu sich zu holen, begab er sich auf die Gleise, unterschätzte jedoch die Geschwindigkeit des Zuges. Daraufhin legte er sich flach ins Gleisbett und ließ sich vom Zug überrollen. Dabei zog er sich eine schwere Kopfverletzung zu. Der Lokführer alarmierte die Polizei, weil er glaubte, ihn überfahren zu haben. Anschließend wurde der Fahrgast von Polizei und Feuerwehr gesucht.